# حمام حاجی رئیس
حمام حاجی رئیس مربوط به دوره قاجار است و در تربت حیدریه، انتهای خیابان روحبخش واقع شده و این اثر در تاریخ ۲۵ اسفند ۱۳۸۰ با شمارهٔ ثبت ۵۱۴۶ به‌عنوان یکی از آثار ملی ایران به ثبت رسیده است.